# إكرومجون عليباييف
إكرومجون عليبايف (مواليد 9 يناير 1994) هو لاعب كرة قدم دولي أوزبكي يلعب مع لوكوموتيف طشقند كمهاجم. بعد انضمامه إلى الجيش حصل راشدوف على لقب CR10 بين مشجعي النادي بسبب رقم قميصه وأسلوبه في اللعب.

## المسيرة الرياضية مع الأندية
يلعب رشيدوف مع بونيودكور منذ عام 2010. في عام 2014 سجل 15 هدفاً 10 منهم في مباريات الدوري وأصبح أفضل هداف في موسم بونيودكور.
انضم إلى الجيش القطري في 9 يوليو 2015 مقابل 2.1 مليون دولار أمريكي.

## المسيرة الرياضية مع المنتخب
لعب لأول مرة وسجل هدفه الأول لأوزبكستان في 31 أكتوبر 2013 في مباراة تصفيات كأس آسيا 2015 ضد فيتنام. في كأس آسيا 2015 في مباراة دور المجموعات ضد المملكة العربية السعودية سجل رشيدوف هدفين مما ساعد أوزبكستان على الفوز 3-1 والتأهل لدور الثمانية.

## إحصائيات المسيرة الرياضية

### الأندية
آخر تحديث 21 أكتوبر 2016.
| النادي        | الموسم        | الدوري    | الدوري  | الكأس     | الكأس   | القارة    | القارة  | أخرى      | أخرى    | المجموع   | المجموع |
| النادي        | الموسم        | المباريات | الأهداف | المباريات | الأهداف | المباريات | الأهداف | المباريات | الأهداف | المباريات | الأهداف |
| ------------- | ------------- | --------- | ------- | --------- | ------- | --------- | ------- | --------- | ------- | --------- | ------- |
| بونيودكور     | 2010          | 1         | 0       | 2         | 0       | 0         | 0       | -         | -       | 3         | 0       |
| بونيودكور     | 2011          | 0         | 0       | 0         | 0       | 0         | 0       | -         | -       | 0         | 0       |
| بونيودكور     | 2012          | 0         | 0       | 0         | 0       | 0         | 0       | -         | -       | 0         | 0       |
| بونيودكور     | 2013          | 14        | 3       | 3         | 0       | 3         | 0       | -         | -       | 20        | 3       |
| بونيودكور     | 2014          | 21        | 10      | 5         | 4       | 7         | 1       | 1         | 0       | 34        | 15      |
| بونيودكور     | 2015          | 13        | 5       | 1         | 0       | 6         | 1       | -         | -       | 18        | 6       |
| الجيش         | 2015          | 23        | 9       | 0         | 0       | 0         | 0       | -         | -       | 23        | 9       |
| المجموع الكلي | المجموع الكلي | 49        | 18      | 8         | 4       | 11        | 2       | 1         | 0       | 74        | 19      |

### المنتخب
النتيجة والتسجيل لأوزبكستان أولا.
| #   | التاريخ        | الملعب                                                     | الخصم          | التسجيل | النتيجة | المنافسة                                                 |
| --- | -------------- | ---------------------------------------------------------- | -------------- | ------- | ------- | -------------------------------------------------------- |
| 1.  | 15 أكتوبر 2013 | ملعب باختاكور المركزي، طشقند، أوزبكستان                    | فيتنام         | 1–0     | 3–1     | تصفيات كأس آسيا 2015                                     |
| 2.  | 15 نوفمبر 2013 | ملعب ماي دينه الوطني، هانوي، فيتنام                        | فيتنام         | 3–0     | 3–0     | تصفيات كأس آسيا 2015                                     |
| 3.  | 13 ديسمبر 2014 | ملعب مكتوم بن راشد آل مكتوم، دبي، الإمارات العربية المتحدة | فلسطين         | 1–0     | 1–0     | ودية                                                     |
| 4.  | 21 ديسمبر 2014 | ملعب آل راشد, دبي، الإمارات العربية المتحدة                | الأردن         | 1–1     | 2–1     | ودية                                                     |
| 5.  | 18 يناير 2015  | ملعب ملبورن المستطيل، ملبورن، أستراليا                     | السعودية       | 1–0     | 3–1     | كأس آسيا 2015 المجموعة ب                                 |
| 6.  | 18 يناير 2015  | ملعب ملبورن المستطيل، ملبورن، أستراليا                     | السعودية       | 3–1     | 3–1     | كأس آسيا 2015 المجموعة ب                                 |
| 7.  | 16 يونيو 2015  | ملعب كم إل سونغ، بيونغيانغ، كوريا الشمالية                 | كوريا الشمالية | 2–4     | 2–4     | تصفيات كأس العالم لكرة القدم 2018 – آسيا المرحلة الثانية |
| 8.  | 8 سبتمبر 2015  | ملعب الفلبين الرياضي، بولاكان، الفلبين                     | الفلبين        | 2–0     | 5–1     | تصفيات كأس العالم لكرة القدم 2018 – آسيا المرحلة الثانية |
| 9.  | 8 سبتمبر 2015  | ملعب الفلبين الرياضي، بولاكان، الفلبين                     | الفلبين        | 5–1     | 5–1     | تصفيات كأس العالم لكرة القدم 2018 – آسيا المرحلة الثانية |
| 10  | 8 أكتوبر 2015  | ستاد البحرين الوطني، الرفاع، البحرين                       | البحرين        | 3–0     | 4–0     | تصفيات كأس العالم لكرة القدم 2018 – آسيا المرحلة الثانية |
| 11  | 29 مارس 2016   | ملعب بونيودكور, طشقند، أوزبكستان                           | البحرين        | 1–0     | 1–0     | تصفيات كأس العالم لكرة القدم 2018 – آسيا المرحلة الثانية |
| 12. | 6 يونيو 2017   | ملعب بونيودكور، طشقند, أوزبكستان                           | تايلاند        | 2–0     | 2–0     | ودية                                                     |

## الإنجازات

### مع الأندية
- بونيودكور
  - الدوري الأوزبكي (3): 2010 - 2011 - الدوري الأوزبكي 2013-2013
  - كأس أوزبكستان (3): 2010 - كأس أوزبكستان 2012-2012 - كأس أوزبكستان 2013-2013
  - كأس السوبر الأوزبكستاني (1): 2014